# اكيتو فوكوموري
اكيتو فوكوموري (باليابانية: 福森 晃斗) (16 ديسمبر 1992 في فوجيساوا في اليابان – )؛ هو لاعب كرة قدم ياباني سابق كان يلعب كمدافع.

## وصلات خارجية
- اكيتو فوكوموري على موقع رابطة كرة القدم اليابانية للمحترفين (اليابانية)
- اكيتو فوكوموري على موقع قاعدة بيانات كرة القدم.إي يو (الإنجليزية)
- اكيتو فوكوموري على موقع Soccerway.com (الإنجليزية)
- اكيتو فوكوموري على موقع عالم كرة القدم.نت (الإنجليزية)
- اكيتو فوكوموري على موقع كووورة